# Trachyphyllia
Trachyphyllia is een geslacht van rifkoralen, dat fossiel bekend is vanaf het Mioceen. Tegenwoordig leeft er van dit geslacht nog een soort: Trachyphyllia geoffroyi.

## Kenmerken
Dit solitaire koraal is een kolonievormend organisme met een elliptische tot langwerpige diameter, waarvan de kolonie toeloopt in een scherpe punt. Er zijn talrijke, op dwarsdoorsnede regelmatig gerangschikte septa (dunne scheidingswanden in het kalkskelet of -schaal) van diverse afmetingen, met de kleinere septa altijd gegroepeerd tussen twee buren, die een maat groter zijn. De randen van de septa zijn dicht bezet met tandjes. De dunne, soms onderbroken buitenwand van de thecae (enkelvoud theca: het buisachtige kalkskelet van een individu) is overdekt met dunne groeiribbels. De versterkte binnenzijde bevat blazige dissepimenten (steunplaatjes ter versteviging van de skeletbouw). De calyx is een ondiepe tot diepe holte. De normale calyxdiameter bedraagt ongeveer 4 cm.

## Verspreiding en leefgebied
Dit vrijlevende bodembewonende geslacht leeft op vlakke, zachte zandbodems, op beschutte plekken in en rond koraalriffen.

## Soort
- Trachyphyllia geoffroyi (Audouin, 1826)